# Тройнюк Юхим Прокопович
Юхи́м Проко́пович Тройню́к (1892, село Летава, Кам'янецький повіт, Подільська губернія — †23 листопада 1921, містечко Базар, Базарська волость, Овруцький повіт, Волинська губернія) — козак 1-ї бригади 4-ї Київської дивізії Армії УНР, Герой Другого Зимового походу.

## Біографія
Народився у 1892 році у селі Летава Кам'янецького повіту Подільської губернії в українській селянській родині.
Освіти не мав.
Не входив до жодної партії.
Служив в Армії УНР з 1918 року.
Був інтернований в один з польських таборів.
Під час Другого Зимового походу — козак 1-ї бригади 4-ї Київської дивізії.
Важко пораненим потрапив у полон.
Розстріляний більшовиками 23 листопада 1921 року у місті Базар.
Реабілітований 25 березня 1998 року.

## Вшанування пам'яті
- Його ім'я вибите серед інших на Меморіалі Героїв Базару.